# Siège de Magdebourg (1806)
Pour les articles homonymes, voir Siège de Magdebourg.
Quatrième Coalition
Batailles
- Cap-Vert (navale)
- San Domingo (navale)
- Río de la Plata
- Pornichet (navale)

- Raguse
- Castel-Nuovo

Campagne de Prusse (1806)
- Schleiz
- Saalfeld
- Auerstaedt
- Iéna
- Halle
- Magdebourg
- Stettin
- Lübeck
- Glogau
- Golymin
- Pułtusk
- Stralsund

Campagne de Pologne (1807)
- Eylau
- Ostrołęka
- Colberg
- Dantzig
- Guttstadt
- Heilsberg
- Friedland

Le siège de Magdebourg est un siège qui a lieu lors de la campagne de Prusse de 1806. Le corps du maréchal Ney y capture une forte garnison prussienne sous les ordres du général Franz Kasimir von Kleist chargée de couvrir la retraite du corps de Hohenlohe après la double défaite d'Iéna et d'Auerstaedt.

## Contexte
Après la double défaite d'Iéna et d'Auerstadt, l'armée prussienne fait retraite vers l'Oder. Le 19 octobre, Murat à la tête de la réserve de cavalerie arrive sous les murs de Magdebourg et somme le prince de Hohenlohe de se rendre. Celui-ci laisse en couverture une forte garnison dans la ville de Magdebourg, informe le gouverneur de la place, Franz Kasimir von Kleist, qu'il ne peut espérer aucun secours, et poursuit sa retraite avec 20 000 hommes.
La place est d'une trop grande importance pour être ignorée, d'autant que les banques de la ville renferment les bijoux de plusieurs princes allemands dont Napoléon tient à prendre possession. Murat continue la poursuite, laissant les corps de Ney et de Soult, arrivés le 20, assurer le blocus de la place. Un ordre impérial confie la prise de la place à Ney et ordonne à Soult de reprendre la poursuite.

## Déroulement
La place est investie le 21 octobre. Ney dispose d'entre 18 000 et 25 000 hommes face aux 22 000 à 25 000 hommes de la garnison. Surtout, les Français sont totalement dépourvus d'artillerie de siège, que l'armée n'a pas emmenée avec elle pour gagner en rapidité, tandis que la place est armée d'environ 300 pièces, dont plusieurs sont cependant obsolètes.
Le maréchal Ney tente tout d'abord de prendre la place par un « coup de bluff » en envoyant le général Vandamme menacer la garnison et la population d'un massacre général si la place ne capitulait pas immédiatement. Le général von Kleist ne se laisse pas impressionner, mais son adjoint confie à Vandamme qu'il suffira de quelques coups de canons pour lui faire changer d'avis.
Ney parvient à obtenir un semblant d'artillerie de siège (deux obusiers et un mortier) et fait bombarder la ville, ce qui a pour effet de ruiner le moral des habitants. Le gouverneur tente une sortie le 4 novembre, mais la nouvelle de la prise de Berlin achève de décourager la garnison. Un armistice est conclu le 7 novembre, et la place capitule le 8. La garnison obtient de sortir avec ses armes, ce qu'elle fait le 11 avant de partir en détention.

## Conséquence
La capitulation de la place a lieu le lendemain de celle de Blücher à Lübeck, et marque la fin de l'une des forces combattantes prussiennes.
Dans les coffres de la banque de la ville, le maréchal Ney saisit les bijoux du prince de Hesse-Cassel et les remet à l'Empereur.

## Commémoration
- Rue de Magdebourg à Paris